# Mesoleptobasis
Mesoleptobasis is een geslacht van libellen (Odonata) uit de familie van de waterjuffers (Coenagrionidae).

## Soorten
Mesoleptobasis omvat 5 soorten:
- Mesoleptobasis acuminata Santos, 1961
- Mesoleptobasis cantralli Santos, 1961
- Mesoleptobasis cyanolineata (Wasscher, 1998)
- Mesoleptobasis elongata Garrison & von Ellenrieder, 2009
- Mesoleptobasis incus Sjöstedt, 1918